# 石下町

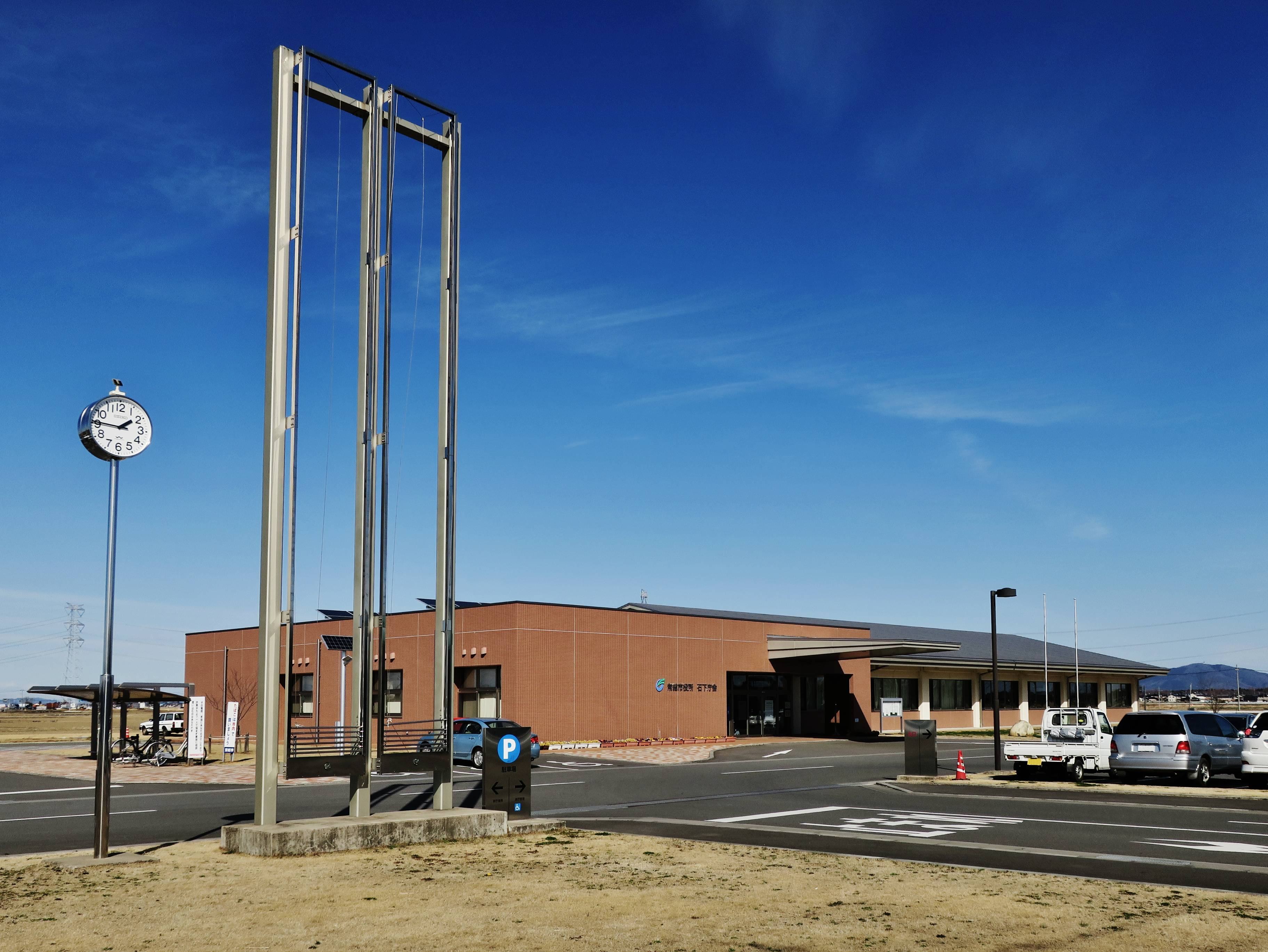
現在の常総市役所石下庁舎（常総市新石下4310-1）

石下町（いしげまち）は、かつて茨城県結城郡に存在した町である。
2006年1月1日に合併により水海道市に編入され、水海道市はそれと同時に改称し常総市となった。

## 地理
- 茨城県県西南部（県西）に位置し、町の中央を鬼怒川が流れている。
- 東西9km、南北6kmに及ぶ町であった[1]。
- 東に筑波山が望め、筑波研究学園都市に隣接している。

### 隣接していた自治体
- 結城郡
  - 千代川村
  - 八千代町
- つくば市
- 坂東市（旧・猿島町の地区）
- 水海道市

## 歴史
- 1889年（明治22年）4月1日 - 町村制施行により、新石下村、大房村、東野原村、平内村、山口村、収納谷村、本石下村が合併して豊田郡石下村が発足。
- 1896年（明治29年）4月1日 - 豊田郡が結城郡に統合されたため、所属郡が結城郡に変更。
- 1897年（明治30年）8月24日 - 町制施行し石下町となる。
- 1907年（明治40年）7月3日 - 石下町、玉村、豊田村において耕地整理が行われ、竣工式が挙行される。
- 1913年（大正2年）11月1日 - 常総鉄道の開業に伴い石下駅が設置される。
- 1929年（昭和4年）7月21日 - 石下橋（2代目）が完成する[2]。
- 1931年（昭和6年）11月5日 - 南石下駅が常総鉄道の駅として開業。
- 1933年（昭和8年） - 上郷村との間に上郷橋が完成[3]。
- 1948年（昭和23年）秋 - 第一回石下町文化祭が開催される[4]。
- 1954年（昭和29年）10月1日 - 豊田村、岡田村、飯沼村および玉村の一部と合併し、改めて石下町が発足[5]。
- 1955年（昭和30年）6月25日 - 長塚節の生家が県文化財に指定される[6][7]。
- 1957年（昭和32年)3月1日 - 飯沼地区孫兵ヱ新田、左平太新田、栗山新田の一部が猿島町に編入[8]。
- 1960年（昭和35年）5月30日 - 石下町庁舎が完成。同年6月13日より使用開始[9]。
- 1962年（昭和37年）5月11日 - 町営自動車学校開校[10]。
- 1964年（昭和39年）5月25日 - 石下町中央公民館開館[11]。
- 1967年（昭和42年）4月 - 石下、豊田、玉中学校を合併した石下町立石下中学校が開校[12][13]。旧石下中学校跡には千代川村にあった東京音楽学院筑波高等学校が移転し、私立石下高等学校として開校[14][15]。
- 1970年（昭和45年）4月 - 飯沼、岡田中学校を合併した石下町立西中学校が開校[16]。
- 1971年（昭和46年）5月1日 - 私立石下高等学校が石下町に移管され、石下町立石下高等学校となる[15]。
- 1973年（昭和48年）5月 - 石下町民文化センター完成[17]。
- 1974年（昭和49年）4月16日 - 石下大橋が完成[18]。
- 1976年（昭和51年）4月1日 - 石下町立石下高等学校が県に移管され茨城県立石下高等学校となる[19]。
- 1978年（昭和53年）3月18日 - 石下西公民館完成[20]。
- 1982年（昭和57年）11月6日 - 豊里町との間に長峰橋が完成[21]。長峰橋開通後旧上郷橋は取り壊された[3]。
- 1983年（昭和58年）3月17日 - 石下町民野球場完成[22]。
- 1986年（昭和61年）8月6日 - 台風10号の集中豪雨によって小貝川が決壊[23]。人的被害はなかったものの、床上浸水27世帯（128人）床下浸水213世帯（988人）豚473頭が水死するなど大きな被害が発生した。
- 1987年（昭和62年）10月20日 - 国道294号線常総バイパスが水海道市相野谷町から石下町新石下の間で開通[24]。
- 1991年（平成3年）2月 - ふるさと創生事業として石下駅舎と跨線橋が完成[25]。
- 1992年（平成4年）10月17日 - 石下町地域交流センター（豊田城）完成[26]。
- 1995年（平成7年）3月23日 - 国道294号線常総バイパスが全線開通[27]。
- 1997年（平成9年）4月1日 - 下妻市・石下町・八千代町・千代川村の4市町村が共同となって下妻市に建設を進めてきた広域ごみ処理施設クリーンポート・きぬが完成。ごみ袋が指定袋制になり、国生及び豊田にあった石下町のごみ処分場は閉鎖となる[28]。
- 1997年（平成9年）5月1日 - 町総合運動公園多目的広場使用開始[29]。
- 2001年（平成12年）4月3日 - 町総合体育館（現：石下総合体育館）、総合福祉センター供用開始[30]。
- 2005年（平成17年）11月21日 - 新石下橋の起工式が行われる[31]。
- 2006年（平成18年）1月1日 - 水海道市に編入。水海道市は同日改称し常総市となる。同日石下町廃止[32]。

## 行政

### 町長
- 石下町長

| 氏名      | 就任                  | 退任                     | 備考                     |
| --------- | --------------------- | ------------------------ | ------------------------ |
| 関井 仁   | 1947年（昭和22年）4月 | 1956年（昭和31年）5月    | 石下町合併以前からの町長 |
| 草房 鼎   | 1956年（昭和31年）7月 | 1960年（昭和35年）7月    |                          |
| 関井 仁   | 1960年（昭和35年）7月 | 1972年（昭和47年）7月    |                          |
| 松崎 良助 | 1972年（昭和47年）7月 | 1992年（平成4年）6月     |                          |
| 飯塚 富雄 | 1992年（平成4年）6月  | 2006年（平成18年）1月1日 |                          |

## 教育

### 高等学校
- 茨城県立石下高等学校（現：茨城県立石下紫峰高等学校）

### 中学校
- 石下町立石下中学校
- 石下町立西中学校

### 小学校
- 石下町立石下小学校
- 石下町立豊田小学校
- 石下町立玉小学校
- 石下町立岡田小学校
- 石下町立飯沼小学校

## 交通

### 鉄道
町の中央部を関東鉄道常総線が走る。
- 南石下駅 - 石下駅 - 玉村駅

### 道路
町の中央部を国道294号（水海道バイパス）が走る。
- 茨城県道20号結城坂東線
- 茨城県道24号土浦境線
- 茨城県道129号下子水海道線
- 茨城県道134号鴻野山水海道線
- 茨城県道136号高崎岩井線
- 茨城県道217号皆葉崎房線
- 茨城県道332号石下停車場線
- 茨城県道357号谷和原下館線

## 名所・旧跡・観光スポット・祭事・催事
- 豊田城 - 正式名称、「石下町地域交流センター」（現・常総市地域交流センター）。1992年（平成4年）に石下町中心市街地に開城し、町のシンボルになっている。高さ48.5m。[1]
- 長塚節生家 - 石下町国生出身の歌人長塚節の生家である。1955年（昭和30年）6月25日に県指定文化財に指定された。
- 稲荷神社の大けやき - 石下町新石下にある推定樹齢500年の大けやき。1990年（平成2年）1月8日に町指定天然記念物に指定された[33]。

## 出身有名人
- 長塚節 - 歌人
- 服部波山 - 文人画家
- 小野卓志 - 柔道家
- 鈴木桂治 - 柔道家
- 赤プル - お笑いタレント